# Louis Lafuma
Louis Lafuma, né le 19 novembre 1890 à Voiron et mort le 10 mars 1964 à Paris, est un spécialiste de Blaise Pascal et un des principaux éditeurs des Pensées, après Armand-Prosper Faugère, Gustave Michaut ou Léon Brunschvicg.

## Biographie
Louis-Marie-Joseph Lafuma, né le 19 novembre 1890 à Voiron est le fils d'Émile Lafuma-Giraud (1864-1935) et de Marie-Joséphine-Louise-Sophie Giraud (1868-1926). Son père, cofondateur de la maison d'édition Les Belles-Lettres, est propriétaire des usines de Paviot à Voiron et des Papeteries Navarre, entreprise familiale installée depuis le XIXe siècle que Lafuma rejoint en 1912 après des études secondaires à Grenoble et à l'E.S.S.E.C. de l'Institut catholique de Paris. Louis Lafuma épouse Anne Marie Motte (1900-1994) à Lille le 27 septembre 1919, et intègre la Société historique du VIe arrondissement de Paris aux alentours de 1950 jusqu'à son décès.
Il meurt le 10 mars 1964 à Paris et est inhumé le 13 mars 1964 à l'église de Saint-Etienne-du-Mont, celle-là même où est enterré Blaise Pascal. Lors de la cérémonie, Bernard Dorival, président de la Société des Amis de Port-Royal, qualifie Lafuma de « savant tel que Pascal l'eût aimé » et « n'hésite pas à penser (...) que Pascal eût approuvé [ses] travaux ».

## Recherches

### Contexte
Louis Lafuma devient directeur commercial des Papeteries Navarre, mais l'année et ses événements 1940 voient son activité s'interrompre. Il se tourne alors vers la littérature de la première moitié du XVIIe siècle, sur laquelle il possède déjà de solides connaissances ; l'œuvre de Blaise Pascal devient le sujet principal de ses recherches. Malheureusement, à cette époque, les manuscrits originaux de Pascal sont inaccessibles, conservés dans les caves de la banque de France, et Lafuma doit s'appuyer sur les travaux de Zacharie Tourneur et de Léon Brunschvicg. En mai 1944, il rencontre au cours de ses études un manuscrit datant du début du XVIIIe siècle, qu'il identifie d'abord comme celui de l'abbé Périer. Neveu de Blaise Pascal et fils de Gilberte et Florin Périer, proche de Blaise Pascal, qui a contribué à son éducation religieuse, il compose dès 1710 un recueil destiné à conserver les papiers originaux de son oncle, qu'il remet en 1711 à la bibliothèque de Saint-Germain-des-Prés à l'occasion d'un voyage à Paris. Jean Mesnard, qui échange assidûment avec Lafuma et se penche sur ce manuscrit, découvre qu'il s'agit en fait d'une copie mais il souligne plus tard que cela n'invalide pas les recherches de Lafuma.

### Travaux sur lesPenséesde Blaise Pascal

#### Une brève histoire desPensées

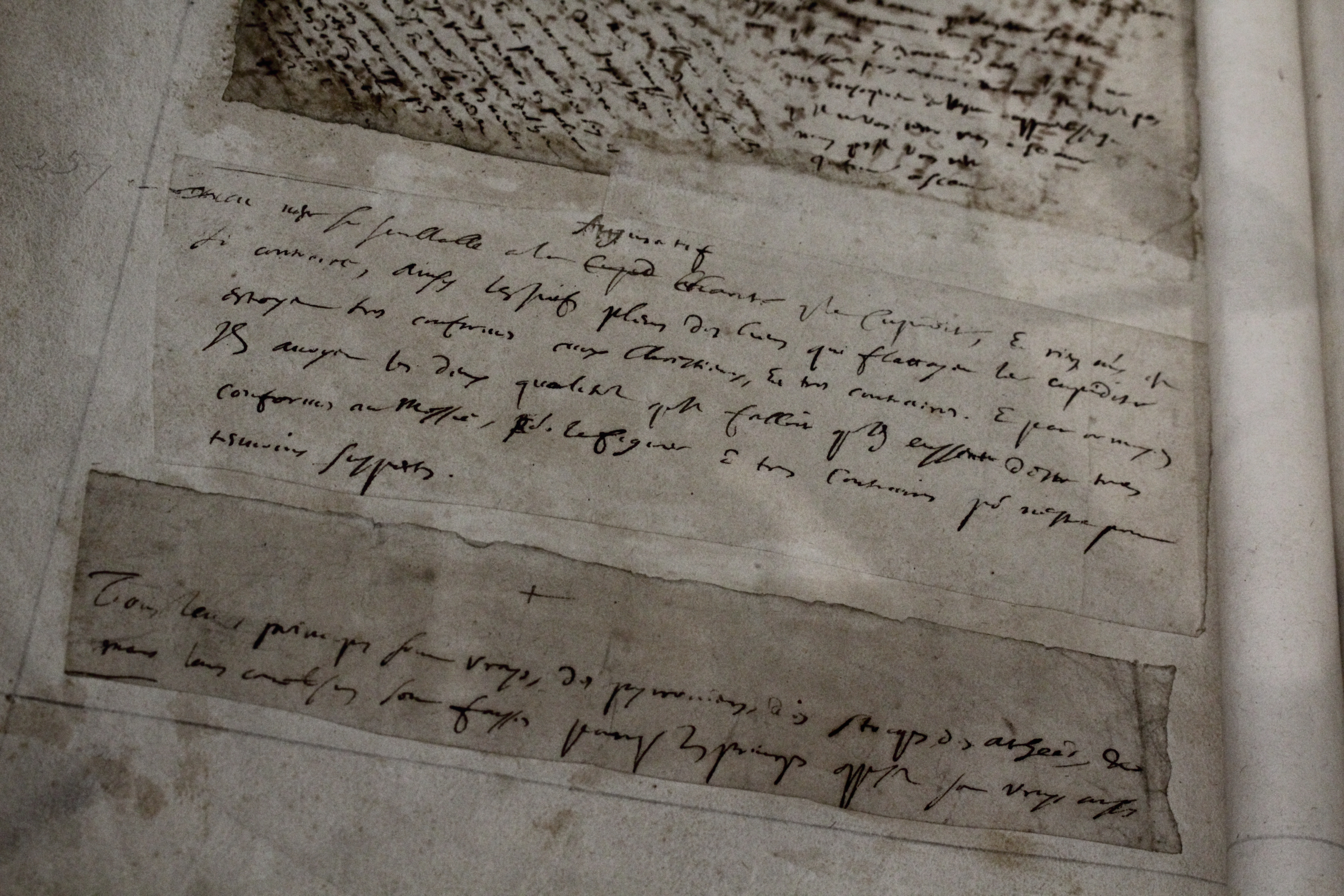
Manuscrit autographe des Pensées.

Les Pensées, loin d'être un ouvrage achevé, sont trouvés à la mort de Blaise Pascal parmi ses papiers sous forme de notes et textes produits entre 1656 et 1662. À l'initiative des membres de la famille Pascal et plus particulièrement de sa sœur aîné Gilberte Périer, ils sont retranscrits « tels qu'ils [sont], et dans la même confusion qu'ils les [ont] trouvés » en copies plus lisibles, tandis que les papiers originaux se voient collés et rassemblés dans un recueil par Louis Périer. Connu sous la désignation de Recueil Original (ms 9202 de la Bibliothèque nationale de France), il ne respecte pas l'ordre initial des papiers de Pascal. C'est pourtant sur le classement de Périer que s'élaborent plusieurs éditions, notamment celles de l'abbé Bossut, de Condorcet, ou de Sainte-Beuve. La Bibliothèque nationale de France possède au total trois manuscrits : les deux copies notées C1 (le ms 9203 de la Bibliothèque nationale de France) et C2 (intégrée au recueil 12449 du fonds français de la BnF), et le Recueil Original.
Les Périer et des personnalités de Port-Royal prennent l'initiative de publier les textes de Pascal d'après la Copie C1 après des modifications importantes et la suppression de centaines de fragments. Cette première édition dite « de Port-Royal » paraît en 1670 et connaît un grand succès. D'autres éditions du texte de Port-Royal sont publiées en 1671 et 1678, jusqu'à celle d'Augustin Gazier en 1907 ; Lafuma affirme que plus de quatre-vingt éditions des Pensées sont publiées entre 1670 et 1951. Parmi les éditions majeures du XIXe siècle, celles d'Armand-Prosper Faugère (1844), d'Ernest Havet (1852-1866), de Gustave Michaut (1896), de Léon Brunschvicg (1904), de Zacharie Tourneur (1938-1942), de Louis Lafuma (1951-1964) et de Michel Le Guern (1977) sont les plus notables. 
De manière générale, les nombreuses éditions des Pensées reflètent non seulement les travaux des chercheurs et amateurs mais également les très diverses conclusions que chacun a tiré du désordre, apparent ou non, des papiers de Pascal. Lafuma insiste sur ce qui selon lui, découle plus d'une interprétation et de présomptions que d'un travail de recherche objectif : « Cette diversité n'était que la conséquence d'idées que l'on se faisait des manuscrits. Comme on les assimilait à une boîte de jeux de construction, chaque éditeur se croyait autorisé à disposer les cubes de toutes dimensions qu'elle contenait, comme bon lui semblait. Les uns se sont contentés d'élever quelques pans de mur, d'autres ont cru pouvoir tenter d'édifier une cathédrale. ».

#### Les recherches de Lafuma
Dans cette histoire éditoriale complexe, les éditions de Louis Lafuma représentent une contribution majeure : avant lui, seul Zacharie Tourneur avait pensé que la Copie C1, aussi simplement appelée « la Copie », était une reproduction du Recueil Original et non une version préparatoire à l'édition de Port-Royal. Malheureusement, sa première édition des Pensées (1938) n'a pas eu un retentissement important. Lafuma l'explique d'une part par les événements dramatiques de la Seconde Guerre Mondiale et d'autre part, par le succès qu'avait eu l'édition de Léon Brunschvicg (1904), « associé à la plus importante entreprise éditoriale pascalienne jamais, encore à ce jour, menée à son terme ». Jean Mesnard complète cette analyse en rappelant que pour nombre de critiques de l'époque, la Copie était considérée comme une « première forme de l’édition de Port-Royal » et affirme que l'édition Brunschvicg des Pensées « a en quelque sorte retardé de cinquante ans le progrès des études pascaliennes ».

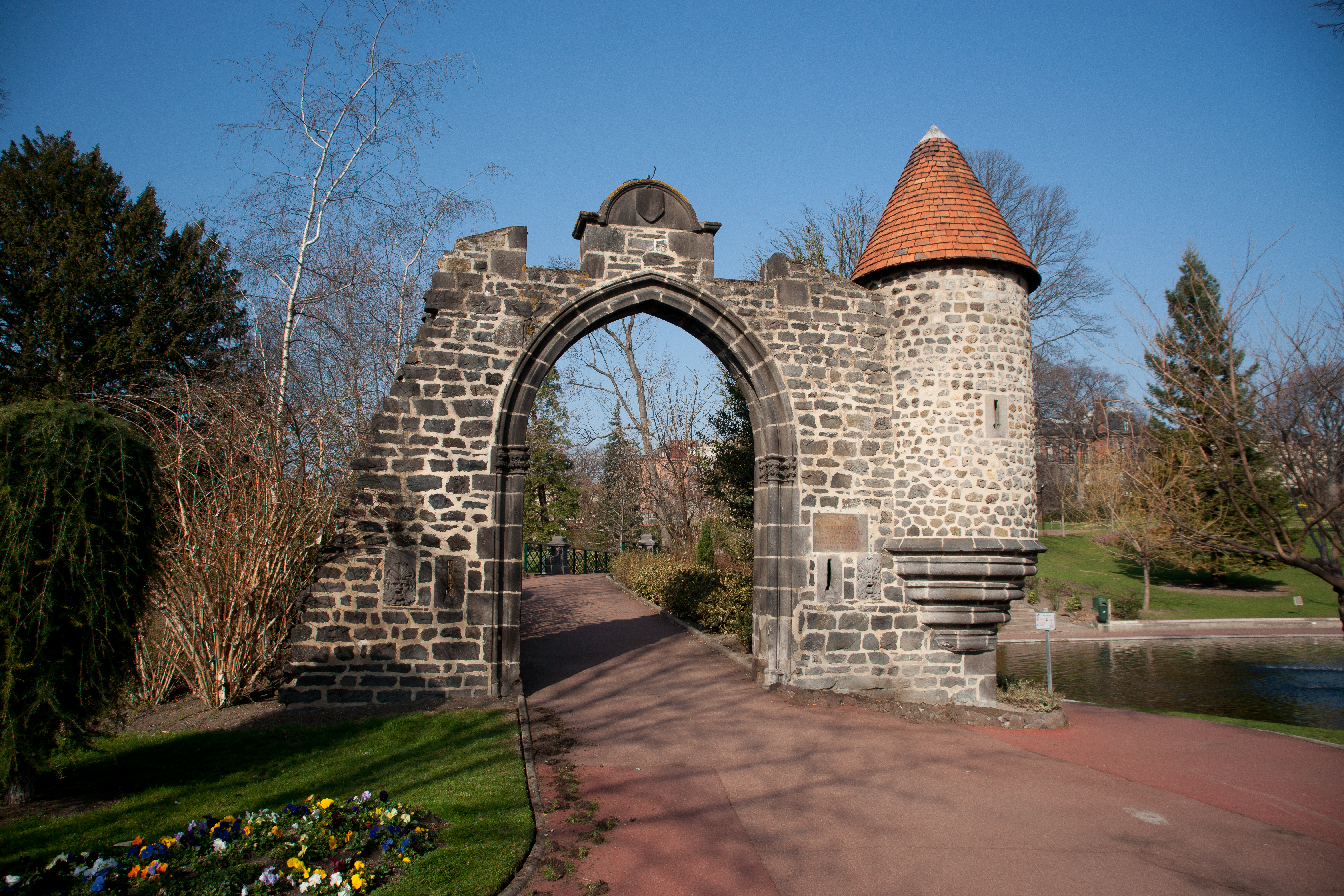
Porte du château de Bien-Assis, dans lequel les manuscrits autographes des Pensées ont été temporairement conservés.

Dans le but de retrouver la disposition originale des papiers de Blaise Pascal, Louis Lafuma compare les classements et modifications précédemment opérés par les différents éditeurs. Il établit des correspondances entre les classifications de Périer, Michaut, Brunschvicg, et entre l'ordre des fragments dans les manuscrits originaux, qu'il consulte à la Bibliothèque nationale de France. De nombreux carnets de notes conservés à la bibliothèque du patrimoine de Clermont Auvergne Métropole attestent de ses recherches rigoureuses sur les classements des Pensées, depuis l'abbé Périer jusqu'à Zacharie Tourneur, et incluent la concordance établie par Pierre Guerrier entre l'ordre du Recueil Original et celui de la Copie C1. Lafuma considère notamment que la Copie C1, contrairement au recueil d'autographes, respecte l'ordre des papiers de Pascal, comme il le précise dans son édition de 1951 et dans divers articles : « Puisque la Copie nous présente les papiers de Pascal dans l'état où on les a trouvés, il faut sans aucun doute la suivre si l'on veut éviter de faire sa part à la fantaisie. ».
Ces minutieuses recherches sur le travail de Pascal se retrouvent dans ses articles : on apprend dans ses Notes Pascaliennes que des croisements entre les indices donnés par Gilberte Périer dans sa Vie de M. Pascal et les notes présentes sur certains fragments lui permettent de les dater au moins approximativement : « Ces notes sont intéressantes car elles nous confirment que le fragment Br. 610 n'a pas été écrit avant 1661, ce dont nous nous doutions d'après la place qu'il occupe sur la Copie, au voisinage de textes qui sont également de la même époque. (...) Voilà le genre d'indices qu'il nous faudra détecter si nous voulons espérer fixer la chronologie de certains fragments. ». Ses investigations l'amènent par ailleurs à publier Trois pensées inédites de Pascal (1945).
De par les précieux indices qu'elles donnent sur l'agencement initial de Pascal, l'étude de la matérialité des fragments occupe une part importante dans les travaux de Lafuma comme dans ceux des chercheurs contemporains. S'appuyant sur les découvertes de Zacharie Tourneur, qui remarque des trous d'aiguille dans certains papiers et sépare les notes pour l'Apologie de la religion chrétienne du reste des Pensées, il tente de classer les fragments en fonctions des fils, types et taille de papier employés, ou encore la présence d'une réglure, comme le montrent les Ms 2772 et 2789 conservés à la Bibliothèque du patrimoine de Clermont Auvergne Métropole.
Les éditions de Lafuma sont tenues dans un premier temps pour une reproduction de la disposition des papiers de Pascal tels qu'ils ont été trouvés à sa mort et « [font] durablement autorité », là où la plupart des éditions précédentes privilégient un classement thématique des Pensées.
Pourtant, les éditions publiées depuis les années 1990 se basent sur l'ordre de la Copie C2 qui, bien que considérée par Lafuma comme une réplique de C1, suit un ordre différent qui permet de retracer la chronologie du travail de Pascal et un enchaînement logique qui ne peut être remanié ; c'est notamment le cas pour les éditions de Philippe Sellier (1991, 2000, 2010). L'hypothèse de Lafuma est par ailleurs invalidée par Jean Mesnard, qui démontre en 1971 que les deux textes C1 et C2 sont en réalité deux copies d'une même copie initiale (notée C0) du Recueil Original, aujourd'hui perdue et certainement celle évoquée par Étienne Périer dans sa préface à l'édition de Port-Royal. Une autre édition, celle de Francis Kaplan (1982), apporte d'autres lumières sur les travaux de Lafuma ; la Copie C1 (ms 9203) ne serait finalement pas fidèle à l'ordre des papiers de Pascal et ne serait pas, contrairement à ce que pensait Lafuma, celle dont parle Étienne Périer dans sa préface : elle ne présente en effet aucune marque de travail ni annotation suggérant des difficultés à déchiffrer le texte . Les éditions de Lafuma se basent par ailleurs sur l'idée que les fragments sont classés, mais les preuves de ce classement sont finalement invalidées : Lacombe objecte que la préface de l'édition de Port-Royal n'insisterait pas autant sur le désordre des papiers de Pascal si ceux-ci avaient présenté un classement abouti. Lafuma n'adhère pourtant pas à l'hypothèse de l'existence d'une copie C0 : non seulement il n'en subsiste aucune trace, mais la copie C1 ne peut être une version préparatoire de l'édition de Port-Royal en raison des nombreuses dissemblances entre les deux textes. Pour Per Lonning, Lafuma a, malgré son approche historienne sérieuse, émis des suppositions infondées quant à la place de certains fragments où à l'histoire éditoriale des Pensées.

### Autres productions et recherches autour de Blaise Pascal
L'intégralité de la vie et de l'œuvre de Blaise Pascal ont fait l'objet des travaux de Lafuma. Il se positionne notamment contre l'hypothèse que Pascal est bien à l'origine du Discours sur les passions de l'amour, écrit découvert par Victor Cousin dans lequel il distingue plusieurs auteurs. Les arguments exposés dans sa préface à l'édition de 1950 (Delmas) sont complétés la même année par son ouvrage L'auteur présumé du Discours sur les passions de l'amour, Charles Paul d'Escoubleau, marquis d'Alluye et de Sourdis (Delmas) : les manuscrits 2769, 2774, 2775 et 2776 de la bibliothèque du patrimoine de Clermont Auvergne Métropole permettent de retrouver une partie de son travail. Dans le manuscrit 2774, notamment, Lafuma a répertorié les écrivains et philosophes en fonction de leur adhésion à l'hypothèse de Blaise Pascal en tant qu'auteur du Discours avec pour certains d'entre eux, des extraits de leurs écrits relatifs à cette polémique.

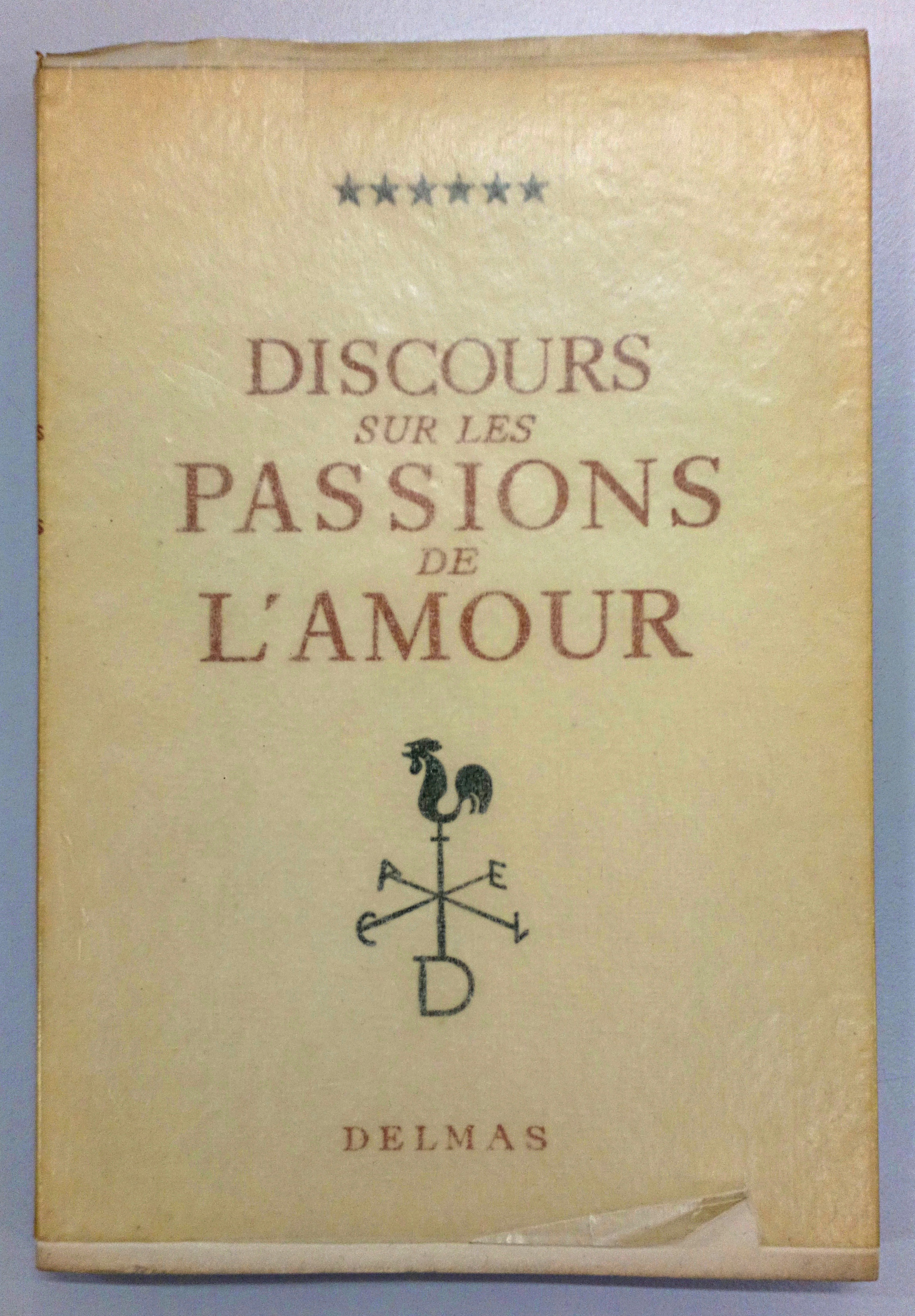
Édition de 1950 du Discours sur les passions de l'amour avec introduction de Louis Lafuma.

Autre vif débat, la controverse autour d'un tableau attribué à Philippe de Champaigne retient l'attention de Lafuma, comme en témoignent les articles de journaux traitant de portraits de Pascal qu'il rassemble, ou encore ses notes manuscrites sur l'iconographie autour de Blaise Pascal.
Il expose ses recherches lors de conférences, notamment celle donnée à l'abbaye de Royaumont à l'occasion du tricentenaire du Mémorial de Pascal en 1962, au cours de laquelle interviennent également Jean Mesnard, autre éditeur de Blaise Pascal, et Annie Barnes (en), qui a repris l'un de ses textes dans ses Écrits sur Pascal (1959). Au sein de la vague d'importantes commémorations du tricentenaire de la mort de Blaise Pascal, en 1962, Lafuma fait partie du Comité du Tricentenaire et publie à cette occasion une édition des Pensées suivant l'ordre de la Copie C1 ; l'importance de ses travaux est soulignée par Julien Cain dans la préface du catalogue de l'exposition accueillie par la BnF. Il travaille par ailleurs en relation avec des spécialistes de Blaise Pascal et du jansénisme, comme Jacques Chevalier, professeur à l'université de Grenoble, ou encore Annie Barnes et reçoit des ouvrages dédicacés d'auteurs comme Kokiti Hara (ja), Henri Moulin et Louis Cognet. Certains documents d'Ernest Jovy et Victor Giraud sont, eux, dédicacés à son père.
Outre ceux relatifs aux travaux de Pascal, plusieurs ouvrages traitant de Port-Royal, du jansénisme et de la querelle avec les jésuites figurent dans les documents de Louis Lafuma transmis à la Bibliothèque de Clermont Auvergne Métropole et attestent de ses recherches sur ce mouvement et ses principaux représentants, tels que Claude Lancelot, Angélique de Saint-Jean Arnauld d'Andilly, Antoine Arnauld, Jean Racine, le Père Yves de Paris, Nicolas Coeffeteau, ou encore Pierre-Daniel Huet. Parmi ces documents figure également une édition latine des Provinciales datée de 1775 à Lausanne. Lafuma s'intéresse manifestement à la vie et l'entourage familial ou amical de Pascal, puisqu'il possède des textes évoquant l'enfance du philosophe et ses divers lieux de résidence, bien que ceux-ci ne constituent pas l'essentiel de sa collection, et qu'il rédige un ouvrage sur le château de Bien-Assis.

## Archives
Une partie des archives de Lafuma a été offerte en don à la Bibliothèque de Port-Royal par Michel Lafuma, son fils, en juillet 2005 puis en 2011, une autre à la Bibliothèque du Patrimoine de Clermont Auvergne Métropole en 2007.

### Bibliothèque de Clermont Auvergne Métropole

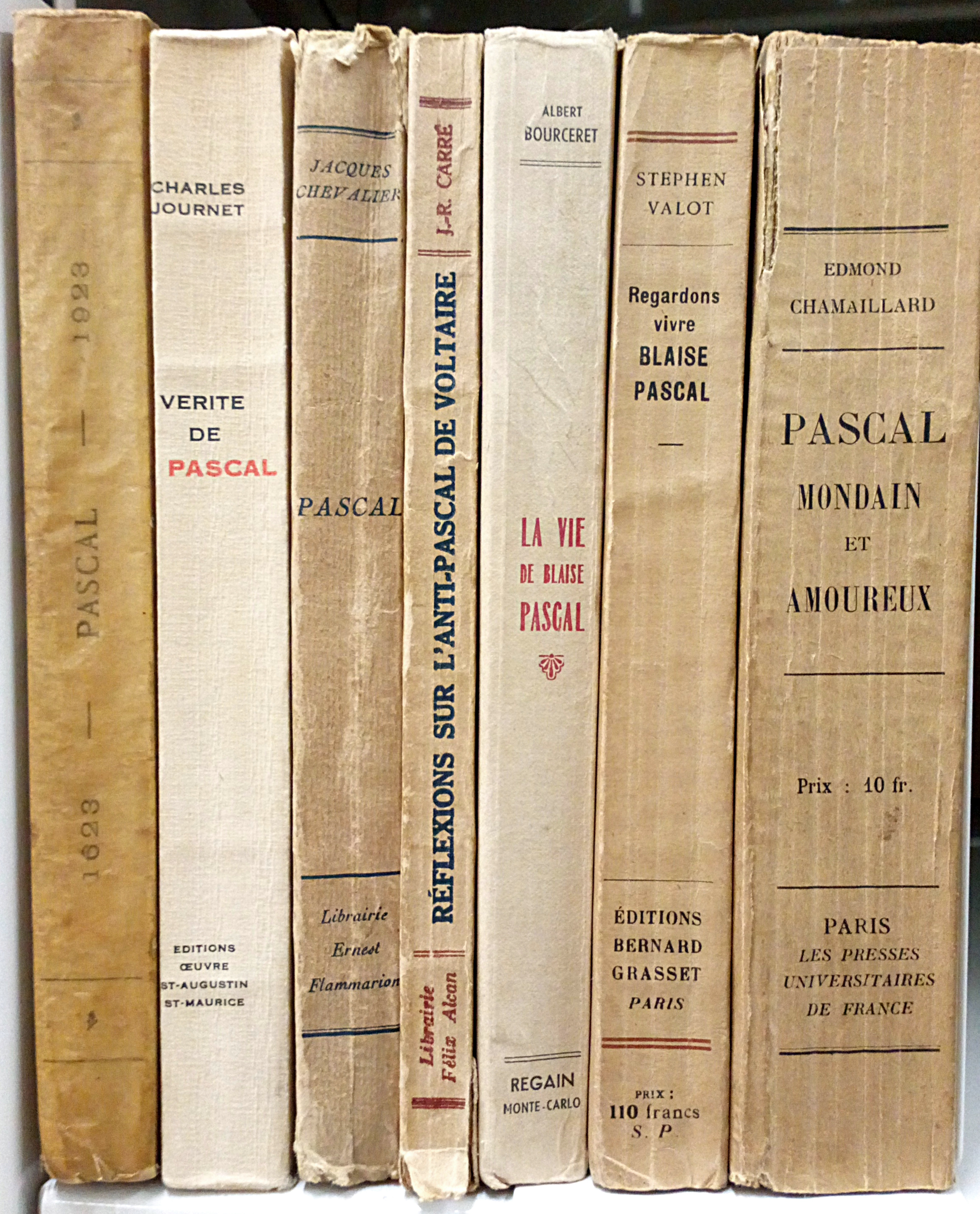
Quelques uns des ouvrages sur la vie et les travaux de Blaise Pascal ayant appartenu à Louis Lafuma.

La collection conservée à Clermont-Ferrand se compose de quarante-sept manuscrits, centrés sur son travail autour de Blaise Pascal et des Pensées. Si de nombreux carnets ont servi à ses tentatives de retrouver le classement original des fragments des Pensées, d'autres contiennent des notes de recherches sur le Discours sur les passions de l'amour, des brouillons de textes publiés, des discours destinés à présenter ses travaux de recherche. On y retrouve également des notes sur les témoignages de Nicolas Filleau de la Chaise et d'Étienne Périer sur la conférence donnée par Blaise Pascal en 1658 à Port-Royal, dans laquelle il présente son projet de livre sur la religion, qui deviendra les Pensées.
La présence dans ses documents de deux ouvrages en japonais et d'un autre de Kokiti Hara, spécialisé dans les travaux scientifiques de Pascal, démontre la portée internationale des études sur le scientifique et philosophe.
Son fonds d'archives contient par ailleurs deux grands carnets cartonnés de format 39 x 28 cm environ, l'un d'entre eux reprenant l'intégralité des Pensées suivant le classement de la Copie C1 et constituant très certainement le travail préparatoire à son édition.

### Bibliothèque de Port-Royal
La liste des archives de Louis Lafuma conservées à la Bibliothèque de la Société de Port-Royal est consultable sur le site de l'institution. En juillet 2005, Michel Lafuma fait don à la bibliothèque des notes de recherche de son père, que viennent compléter en 2011 la collection de ses ouvrages sur Blaise Pascal. L'inventaire détaillé de ces archives met l'accent sur leur complémentarité avec celles conservées à Clermont-Ferrand : si certains ouvrages sont conservés dans un établissement, on retrouve parfois les carnets de notes correspondants dans l'autre, comme c'est le cas pour la controverse autour du portrait de Pascal attribué à Philippe de Champaigne. Les articles de journaux collectionnés par Lafuma sont également très présents dans la collection conservée à Port-Royal, là où Clermont-Ferrand contient majoritairement quelques coupures de presse glissées dans des ouvrages.

## Œuvres

### Préfacier et éditeur scientifique
- Blaise Pascal, Pensées sur la religion et sur quelques autres sujets, Paris, Delmas, 1948 (BNF 32509656)2e édition 1952, 3e édition 1960
- Blaise Pascal, Pensées retranchées de Pascal, publiées d'après un manuscrit inédit par Louis Lafuma, Paris, J. Haumont, 1945
- Blaise Pascal, Louis Lafuma. [Trois] pensées inédites de Pascal : extraites du manuscrit de l'abbé Périer son neveu. Bois gravés de D. Galanis,  Paris, Ed. littéraires de France, 1945
- Blaise Pascal, Deux pièces imparfaites sur la Grâce et le Concile de Trente : extraites du ms. de l'abbé Périer, son neveu. Introduction et notes de Louis Lafuma, Paris, J. Vrin, 1947
- Blaise Pascal, Discours sur les passions de l'amour : introduction de Louis Lafuma, Paris, Delmas, 1950
- Blaise Pascal, Pensées sur la religion et sur quelques autres sujets... Introduction de Louis Lafuma, Paris, Éditions du Luxembourg, 1951 (BNF 32338307)2e édition 1953
- Blaise Pascal, Opuscules et lettres, choix. Notes de Louis Lafuma, Paris, Éditions Montaigne, 1955
- Blaise Pascal, Pensées, Paris, le Club du meilleur livre, 1958
- Blaise Pascal, Le manuscrit des Pensées de Pascal, 1662 : Préface de Jean Guitton... Édition introduite annotée et établie par Louis Lafuma..., Paris, Les Libraires associés, 1962
- Blaise Pascal, Œuvres complètes : préface d'Henri Gouhier, présentation et notes de Louis Lafuma. Gilberte Périer, Vie de M. Pascal, Paris, Delmas, 1963 (BNF 33129530)2e édition 1966, 3e édition 1988
- Gilberte Périer, La vie de Monsieur Pascal : Par Mme Périer, sa sœur. Présentation et notes de Louis Lafuma, Paris, l'Herne, 2013

### Auteur principal
- Louis Lafuma, Les Histoires dévotes de J.-P. Camus, évêque de Belley. [Suivi d'une nouvelle de Camus : Les Endettés.], Paris, Montrouge, 1940
- Louis Lafuma, Filigranes, Paris, 1942
- Louis Lafuma, En marge du recueil original des Pensées de Pascal (B. N. f. fr. Ms. 9.202) et du ms. de l'Abbé Périer son neveu, Paris, 1945
- Louis Lafuma, Recherches pascaliennes. Préface d'Albert Béguin..., Paris, Delmas, 1949
- Louis Lafuma, L'Auteur présumé du "Discours sur les passions de l'amour" : Charles Paul d'Escoubleau, marquis d'Alluye et de Sourdis, Paris, Delmas, 1950
- Louis Lafuma, Controverses pascaliennes, Paris, Éditions du Luxembourg, 1952
- Louis Lafuma, Histoire des Pensées de Pascal (1656-1952). Éditions du Luxembourg, 1954.
- Louis Lafuma et Christiane Marandet, Sur les pas de Blaise Pascal, le château de Bienassis retrouvé : illustrations de Maurice Marandet, Clermont-Ferrand, Éditions Volcans, 1964

### Publications dans des revues ou ouvrages collaboratifs
- Louis Lafuma, « Remontrances et suggestions aux éditeurs de Blaise Pascal », Mercure de France, 1947, 1012, p.91-101
- Louis Lafuma, « Remontrances et suggestions aux éditeurs de Blaise Pascal (fin) », Mercure de France, 1948, 1013, p. 74-84
- Louis Lafuma, « Le 'Discours sur les passions de l'amour' n'est pas de Pascal », Revue d'Histoire Littéraire de la France, janvier-mars 1949, 1, p. 113 - 129
- Louis Lafuma, « Notes Pascaliennes », XVIIe siècle, 1950, 7-8, p. 205-210
- Louis Lafuma, « Deux aperçus sur les Pensées de Pascal. I. Pour mieux comprendre les Pensées de Pascal. - II. Observations sur les premières éditions des Pensées de Pascal », Symposium, mai 1951, 1
- Louis Lafuma, « Observations sur les premières éditions des Pensées de Pascal », Revue des Sciences humaines, oct.-déc. 1951, 64, p. 316-324
- Louis Lafuma, « Les manuscrits des Pensées : ce qu'ils nous apprennent », Blaise Pascal, l'homme et l'œuvre. Carnets de Royaumont : Philosophie, 1956, 1
- Louis Lafuma, « A la recherche du prix de vente, au XVIIe siècle, du volume des « Pensées » de Pascal », XVIIe siècle, 1958, 38, p. 28-39
- Louis Lafuma, « L'ordre de l'esprit et l'ordre du cœur selon Pascal. À propos de la lecture d'un mot du fr. Br 285 - La 575 », Recherches de Science religieuse, juil. - sept. 1958, t. 46, n. 3, p. 416-420
- Louis Lafuma et Annie Barnes, « Le discours sur les Pensées de Filleau, la préface des Pensées d'Étienne Périer et les liasses de la Copie 9203, I et II », dans Annie Barnes (dir.), Écrits sur Pascal, Paris, Éditions du Luxembourg, 1959
- Louis Lafuma, « Madame de Sablé et les dangers de la comédie », dans Annie Barnes (dir.), Écrits sur Pascal, Paris, Éditions du Luxembourg, 1959
- Louis Lafuma, « La Copie 9203 et le classement de Pascal », dans Annie Barnes (dir.), Écrits sur Pascal, Paris, Éditions du Luxembourg, 1959
- Louis Lafuma, « En feuilletant un exemplaire des Pensées de Pascal (B.N. Rés. D. 21.375) », Mercure de France, sept. 1961, 343, p. 177
- Louis Lafuma, « À propos des premières éditions des Pensées de Pascal », Le Bouquiniste français, août-sept. 1961, 33, p. 243-250
- Louis Lafuma, « Le Discours sur les Passions de l'Amour », Revue d'Histoire Littéraire de la France, 1962, p. 353-362
- Louis Lafuma, « L'histoire des manuscrits des Pensées et le problème de leur édition », la Table ronde, avril 1962, 171, p.38-45
- Louis Lafuma, « Les trois fragments de Pascal sur Cléopâtre », XVIIe siècle, 1962, 54-55, p.54-57 (article également paru dans Livres de France, mai 1962, 5, p. 8-10
- Louis Lafuma, « Le duc de Roannez et le Code Louis XIV », XVIIe siècle, 1964, 64, p.54-67
- Louis Lafuma, « Les "grandes âmes" au XVIIe siècle », Revue d'Histoire Littéraire de la France, juil.-sept. 1964, 3, p. 454-455